# جین دیکسون
جین دیکسون (انگلیسی: Jean Dixon؛ ۱۴ ژوئیهٔ ۱۸۹۶ – ۱۲ فوریهٔ ۱۹۸۱) یک هنرپیشه اهل ایالات متحده آمریکا بود. وی بین سال‌های ۱۹۲۹ تا ۱۹۳۸ میلادی فعالیت می‌کرد.
از فیلم‌ها یا برنامه‌های تلویزیونی که وی در آن نقش داشته است می‌توان به مرد من گادفری اشاره کرد.